# Vertrag von Paris (1498)
Im Vertrag von Paris verzichtete Philipp der Schöne, zu jener Zeit Graf von Flandern, am 2. August 1498 dem französischen König Ludwig XII. gegenüber auf die Rückeroberung Burgunds und seine Ansprüche auf das Herzogtum Geldern.
Philipp der Schöne verfolgte nach seiner Mündigkeitserklärung im Jahr 1494 in Flandern eine eigenständige Politik, die von jener seines Vaters, des deutschen Königs Maximilian I., abwich. An den, insbesondere wirtschaftlichen, Interessen seiner Untertanen orientiert, wollte er sich mit dem angrenzenden Frankreich gut stellen. Am 5. Juli 1499 schwor er zum Missvergnügen seines Vaters sogar für Flandern und Artois dem französischen König den Treueeid. Ludwig XII. dagegen wollte die Probleme an seiner Ostgrenze vertraglich beilegen, um freie Hand für den geplanten Italienfeldzug (1499–1504) zu haben.